# 安芸郡 (高知県)

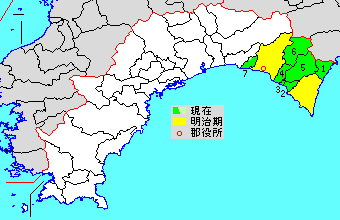
高知県安芸郡の位置（1.東洋町 2.奈半利町 3.田野町 4.安田町 5.北川村 6.馬路村 7.芸西村 薄緑：後に他郡から編入した区域）

- 令制国一覧 > 南海道 > 土佐国 > 安芸郡
- 日本 > 四国地方 > 高知県 > 安芸郡

安芸郡（あきぐん）は、高知県（土佐国）の郡。
人口14,354人、面積563.09km²、人口密度25.5人/km²。（2025年2月1日、推計人口）
以下の4町3村を含む。
- 東洋町（とうようちょう）
- 奈半利町（なはりちょう）
- 田野町（たのちょう）
- 安田町（やすだちょう）
- 北川村（きたがわむら）
- 馬路村（うまじむら）
- 芸西村（げいせいむら）

## 郡域
1879年（明治12年）に行政区画として発足した当時の郡域は、上記の4町3村から芸西村の一部（久重・久重甲・道家・国光・国光甲）を除き、室戸市および安芸市の大部分（舞川を除く）を加えた区域にあたる。

## 歴史

### 古代
東西に長い土佐国の東の端に位置した。文献初見は天平宝字6年（762年）8月27日の日付を持つ『造石山院所労劇文案』という史料で、右大舎人で少初位上の玉作子綿が「土左国安芸郡の人」と記す。

#### 式内社
『延喜式』神名帳に記される郡内の式内社。
| 神名帳             | 神名帳     | 神名帳 | 神名帳       | 比定社                 | 比定社               | 比定社 | 集成 |
| 社名               | 読み       | 格     | 付記         | 社名                   | 所在地               | 備考   | 集成 |
| ------------------ | ---------- | ------ | ------------ | ---------------------- | -------------------- | ------ | ---- |
| 安芸郡 3座（並小） |            |        |              |                        |                      |        |      |
| 室津神社           | ムロツノ   | 小     |              | 室津神社               | 高知県室戸市室津     |        |      |
| 多気神社           | タケ       | 小     |              | 多気坂本神社           | 高知県安芸郡奈半利町 |        |      |
| 坂本神社           | サカモトノ | 小     |              | （論）多気坂本神社     | 高知県安芸郡奈半利町 |        |      |
| 坂本神社           | サカモトノ | 小     | （論）王子宮 | 高知県安芸郡芸西村和食 |                      |        |      |
| 凡例を表示         |            |        |              |                        |                      |        |      |

### 近世以降の沿革
- 明治初年時点で、全域が土佐高知藩領であった。「旧高旧領取調帳」に記載されている村は以下の通り。（50村）

甲浦村、白浜村、河内村、生見村、野根村、佐喜浜村、津呂村、東寺村、椎名村、領家村、室津村、浮津村、元村、吉良川村、羽根村、奈半利村、北川村、田野村、安田村、西島村、東島村、中山村、馬路村、魚梁瀬村、唐浜村、下山村、伊尾木村、奈比賀村、入河内村、黒瀬村、大井村、古井村、島村、別役村、畑山村、安芸ノ川村、川北村、東浜村、西浜村、土居村、僧津村、井ノ口村、小谷村、栃木村、尾川村、穴内村、赤野村、和食村、馬ノ上村、西分村
- 明治4年7月14日（1871年8月29日） - 廃藩置県により高知県の管轄となる。
- 明治初年 - 東寺村・椎名村が津呂村に合併。（48村）
- 明治10年（1877年） - 東浜村・西浜村が合併して安芸村となる。（47村）
- 明治12年（1879年）1月4日[2] - 郡区町村編制法の高知県での施行により行政区画としての安芸郡が発足。郡役所が安芸村に設置。

### 町村制以降の沿革

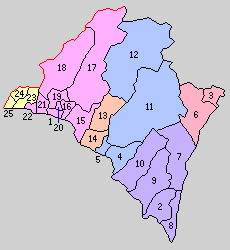
1.安芸村 2.室戸村 3.甲浦村 4.奈半利村 5.田野村 6.野根村 7.佐喜浜村 8.津呂村 9.吉良川村 10.羽根村 11.北川村 12.馬路村 13.中山村 14.安田村 15.伊尾木村 16.川北村 17.東川村 18.畑山村 19.井ノ口村 20.土居村 21.穴内村 22.赤野村 23.和食村 24.馬ノ上村 25.西分村（紫：室戸市 桃：安芸市 赤：東洋町 橙：安田町 黄：芸西村 青：合併なし）

- 明治22年（1889年）4月1日 - 町村制の施行により、以下の各村が発足。《 》は左記の村の小村。（25村）
  - 安芸村 ← 安芸村、井ノ口村［小村黒鳥村］（現・安芸市）
  - 室戸村 ← 室津村、浮津村、元村、領家村（現・室戸市）
  - 甲浦村 ← 白浜村、河内村、生見村、甲浦村（現・東洋町）
  - 奈半利村（単独村制。現・奈半利町）
  - 田野村（単独村制。現・田野町）
  - 野根村（単独村制。現・東洋町）
  - 佐喜浜村、津呂村、吉良川村、羽根村（それぞれ単独村制。現・室戸市）
  - 北川村 ← 北川村、奈半利村［枝郷野友村］（現存）
  - 馬路村 ← 馬路村、魚梁瀬村（現存）
  - 中山村 ← 中山村《小村間下村・内京坊村・正弘村・別所村・中ノ川村・西ノ川村・与床村・小川村・日々入村・船倉村・瀬切村》（現・安田町）
  - 安田村 ← 安田村、西島村、唐浜村、東島村（現・安田町）
  - 伊尾木村 ← 伊尾木村、下山村（現・安芸市）
  - 川北村（単独村制。現・安芸市）
  - 東川村 ← 奈比賀村、入河内村、黒瀬村、大井村、古井村、島村、別役村（現・安芸市）
  - 畑山村 ← 栃木村、小谷村、安芸ノ川村、尾川村、畑山村（現・安芸市）
  - 井ノ口村（単独村制。現・安芸市）
  - 土居村 ← 土居村、僧津村（現・安芸市）
  - 穴内村、赤野村（それぞれ単独村制。現・安芸市）
  - 和食村、馬ノ上村、西分村（それぞれ単独村制。現・芸西村）
- 明治24年（1891年）4月1日 - 郡制を施行。
- 明治28年（1895年）11月21日 - 安芸村が町制施行して安芸町となる。（1町24村）
- 明治43年（1910年）1月1日 - 室戸村が町制施行して室戸町となる。（2町23村）
- 大正5年（1916年）
  - 4月1日 - 甲浦村が町制施行して甲浦町となる。（3町22村）
  - 5月1日 - 奈半利村が町制施行して奈半利町となる。（4町21村）
- 大正9年（1920年）5月1日 - 田野村が町制施行して田野町となる。（5町20村）
- 大正12年（1923年）4月1日 - 郡会が廃止。郡役所は存続。
- 大正14年（1925年）2月11日 - 安田村が町制施行して安田町となる。（6町19村）
- 大正15年（1926年）7月1日 - 郡役所が廃止。以降は地域区分名称となる。
- 昭和3年（1928年）1月1日 - 津呂村が町制施行して津呂町となる。（7町18村）
- 昭和4年（1929年）10月1日 - 津呂町が改称して室戸岬町となる。
- 昭和13年（1938年）2月11日 - 野根村が町制施行して野根町となる。（8町17村）
- 昭和15年（1940年）2月11日 - 吉良川村が町制施行して吉良川町となる。（9町16村）
- 昭和18年（1943年）
  - 10月1日（9町14村）
    - 穴内村が安芸町に編入。
    - 中山村が安田町に編入。

  - 11月3日 - 佐喜浜村が町制施行して佐喜浜町となる。（10町13村）
- 昭和29年（1954年）
  - 7月20日 - 和食村・馬ノ上村・西分村が合併して芸西村が発足。（10町11村）
  - 8月1日 - 安芸町・伊尾木村・川北村・東川村・畑山村・井ノ口村・土居村・赤野村が合併して安芸市が発足し、郡より離脱。（9町4村）
- 昭和30年（1955年）4月1日 - 芸西村が香美郡東川村の一部（久重山・道家・国光）を編入。
- 昭和34年（1959年）
  - 3月1日 - 室戸町・室戸岬町・吉良川町・佐喜浜町・羽根村が合併して室戸市が発足し、郡より離脱。（5町3村）
  - 7月1日 - 甲浦町・野根町が合併して東洋町が発足。（4町3村）

### 変遷表
| 明治22年以前 | 明治22年4月1日                            | 明治22年 - 大正15年   | 昭和元年 - 昭和19年          | 昭和元年 - 昭和19年          | 昭和20年 - 昭和63年         | 平成元年 - 現在 | 現在     |
| ------------ | ----------------------------------------- | --------------------- | ---------------------------- | ---------------------------- | --------------------------- | --------------- | -------- |
|              | 甲浦村                                    | 大正5年4月1日 町制    | 甲浦町                       | 甲浦町                       | 昭和34年7月1日 東洋町       | 東洋町          | 東洋町   |
|              | 野根村                                    | 野根村                | 昭和13年2月11日 町制         | 昭和13年2月11日 町制         | 昭和34年7月1日 東洋町       | 東洋町          | 東洋町   |
|              | 室戸村                                    | 明治43年1月1日 町制   | 室戸町                       | 室戸町                       | 昭和34年3月1日 室戸市       | 室戸市          | 室戸市   |
|              | 津呂村                                    | 津呂村                | 昭和3年1月1日 町制           | 昭和4年10月1日 改称 室戸岬町 | 昭和34年3月1日 室戸市       | 室戸市          | 室戸市   |
|              | 佐喜浜村                                  | 佐喜浜村              | 昭和18年11月3日 町制         | 昭和18年11月3日 町制         | 昭和34年3月1日 室戸市       | 室戸市          | 室戸市   |
|              | 吉良川村                                  | 吉良川村              | 昭和15年2月11日 町制         | 昭和15年2月11日 町制         | 昭和34年3月1日 室戸市       | 室戸市          | 室戸市   |
|              | 羽根村                                    | 羽根村                | 羽根村                       | 羽根村                       | 昭和34年3月1日 室戸市       | 室戸市          | 室戸市   |
|              | 奈半利村                                  | 大正5年5月1日 町制    | 奈半利町                     | 奈半利町                     | 奈半利町                    | 奈半利町        | 奈半利町 |
|              | 田野村                                    | 大正9年5月1日 町制    | 田野町                       | 田野町                       | 田野町                      | 田野町          | 田野町   |
|              | 北川村                                    | 北川村                | 北川村                       | 北川村                       | 北川村                      | 北川村          | 北川村   |
|              | 馬路村                                    | 馬路村                | 馬路村                       | 馬路村                       | 馬路村                      | 馬路村          | 馬路村   |
|              | 安田村                                    | 大正14年2月1日 町制   | 安田町                       | 安田町                       | 安田町                      | 安田町          | 安田町   |
|              | 中山村                                    | 中山村                | 昭和18年10月1日 安田町に編入 | 昭和18年10月1日 安田町に編入 | 安田町                      | 安田町          | 安田町   |
|              | 安芸村                                    | 明治28年11月21日 町制 | 安芸町                       | 安芸町                       | 昭和29年8月1日 安芸市       | 安芸市          | 安芸市   |
|              | 穴内村                                    | 穴内村                | 昭和18年10月1日 安芸町に編入 | 昭和18年10月1日 安芸町に編入 | 昭和29年8月1日 安芸市       | 安芸市          | 安芸市   |
|              | 伊尾木村                                  | 伊尾木村              | 伊尾木村                     | 伊尾木村                     | 昭和29年8月1日 安芸市       | 安芸市          | 安芸市   |
|              | 川北村                                    | 川北村                | 川北村                       | 川北村                       | 昭和29年8月1日 安芸市       | 安芸市          | 安芸市   |
|              | 東川村                                    | 東川村                | 東川村                       | 東川村                       | 昭和29年8月1日 安芸市       | 安芸市          | 安芸市   |
|              | 畑山村                                    | 畑山村                | 畑山村                       | 畑山村                       | 昭和29年8月1日 安芸市       | 安芸市          | 安芸市   |
|              | 井ノ口村                                  | 井ノ口村              | 井ノ口村                     | 井ノ口村                     | 昭和29年8月1日 安芸市       | 安芸市          | 安芸市   |
|              | 土居村                                    | 土居村                | 土居村                       | 土居村                       | 昭和29年8月1日 安芸市       | 安芸市          | 安芸市   |
|              | 赤野村                                    | 赤野村                | 赤野村                       | 赤野村                       | 昭和29年8月1日 安芸市       | 安芸市          | 安芸市   |
|              | 和食村                                    | 和食村                | 和食村                       | 和食村                       | 昭和29年7月20日 芸西村      | 芸西村          | 芸西村   |
|              | 馬ノ上村                                  | 馬ノ上村              | 馬ノ上村                     | 馬ノ上村                     | 昭和29年7月20日 芸西村      | 芸西村          | 芸西村   |
|              | 西分村                                    | 西分村                | 西分村                       | 西分村                       | 昭和29年7月20日 芸西村      | 芸西村          | 芸西村   |
|              | 香美郡東川村の一部 （久重山・道家・国光） | 香美郡東川村の一部    | 香美郡東川村の一部           | 香美郡東川村の一部           | 昭和30年4月1日 芸西村に編入 | 芸西村          | 芸西村   |

## 行政
歴代郡長
| 代 | 氏名 | 就任年月日               | 退任年月日                | 備考                   |
| -- | ---- | ------------------------ | ------------------------- | ---------------------- |
| 1  |      | 明治12年（1879年）1月4日 |                           |                        |
|    |      |                          | 大正15年（1926年）6月30日 | 郡役所廃止により、廃官 |